# Лонгвју (Вашингтон)
Лонгвју (енгл. Longview) град је у америчкој савезној држави Вашингтон. По попису становништва из 2010. у њему је живело 36.648 становника.

## Демографија
Према попису становништва из 2010. у граду је живело 36.648 становника, што је 1.988 (5,7%) становника више него 2000. године.
| Група             | 2000.          | 2010.          |
| Белци             | 30.229 (87,2%) | 30.167 (82,3%) |
| Афроамериканци    | 248 (0,7%)     | 333 (0,9%)     |
| Азијати           | 753 (2,2%)     | 791 (2,2%)     |
| Хиспаноамериканци | 2.017 (5,8%)   | 3.571 (9,7%)   |
| Укупно            | 34.660         | 36.648         |